# Vitrail de saint Apollinaire
Pour un article plus général, voir Vitraux de Chartres.
Le vitrail de saint Apollinaire à Chartres est le premier vitrail à droite du transept sud de la cathédrale Notre-Dame de Chartres, numéroté 036 dans le Corpus vitrearum.
La verrière a été exécutée entre 1205 et 1215, elle est contemporaine de la cathédrale actuelle reconstruite après l'incendie de 1194.
Elle a été très restaurée en 1908 par Gaudin, remise en ordre et restaurée en 1909, puis dans les années 1980.
Elle a été classée aux monuments historiques en 1840.
Le vitrail d'origine du XIIIe siècle était déjà très atypique par sa double composition, superposant une vie de saint Apollinaire de Ravenne dans les registres inférieurs, et une description de la hiérarchie céleste dans les registres supérieurs. Sa lecture a été compliquée par la suppression des deux rangées inférieures et leur remplacement par une grisaille au XIVe siècle, formant finalement trois thèmes distincts.
Bien que brisé esthétiquement par le « vandalisme » de 1328, ce vitrail conserve un double intérêt : la hiérarchie céleste est un thème très rare dans l'iconographie médiévale, et ce vitrail paraît en être l'unique exemple traité en verrière; et la grisaille (qui a malheureusement supprimé la partie basse de l'histoire d'Apollinaire) serait le premier exemple connu d'emploi pour un vitrail du jaune d'argent.

## Composition du vitrail
Le vitrail de 8,35 × 2,58 m s'inscrit dans une lancette en arc brisé, de style gothique primitif. La ferrure est simplement constituée de barlotières droites, dix barres horizontales recoupée par quatre verticales, délimitant des panneaux rectangulaires.

### Vitrail primitif
Le dessin des panneaux centraux s'organisait primitivement en trois étages de trois rangées, encadrés en haut et en bas par un étage supplémentaire. Les neuf panneaux centraux sont historiés sur fond bleu. La bordure des panneaux historiés est formée d'un filet rouge bordé de perles blanches. Sur chaque étage, cette bordure dessine un quadrilobe sur le cinq panneaux centraux, les panneaux des coins dessinant des demi-cercles latéraux.
Le fonds —difficilement lisible par sa complexité— est formé d'une résille rouge sur fond bleu, les losanges bleus ainsi délimités sont ornés d'une feuille trilobée en grisaille s'appuyant sur une perle blanche au bas du losange. Complétant le fond, les quadrilobes brochent sur un carré rouge bordé de vert et d'un liseré jaune, un motif végétal bleu fleuri de blanc s'échappant des angles du quadrilobe. Les quadrilobes sont séparés par un petit motif quadrilobé (fermaillet) à fond rouge, bordé de deux filets bleu et blanc, et coupé horizontalement par la ferrure. Enfin, les demi-cercles latéraux brochent sur un demi-losange auquel ils sont tangent, à fond rouge bordé de vert, où apparaissent des motifs végétaux bleus.
Cette verrière ne se trouve pas à son emplacement d'origine, qui était probablement la baie 26, à présent occupée par la verrière de l'Annonciation ; et la bordure losangée aurait été ajoutée —initialement, sur tout son pourtour— lors de son déplacement, pour une raison et à une date inconnues.
Les deux rangées de panneaux inférieurs datent de 1328.

### Bordure
Au-delà de la ferrure verticale extérieure, la bordure du vitrail est double. Une première bordure est rouge et bordée de deux filets bleus, portant des motifs floraux. Une deuxième bordure extérieure, rajoutée par la suite, est un fond bleu supportant une colonne losangée rouge, bordée de deux bordures rouges. Un filet extérieur blanc borde l'ensemble.
La bordure paraît avoir été constituée en deux temps : la bordure primitive a été rouge bordée de bleu ; et la bordure losangée a été rajoutée pour élargir le vitrail, lors de son déplacement depuis son emplacement primitif (probablement la baie 26, compte tenu des dimensions du vitrail primitif) jusqu'à son emplacement actuel.
Cette bordure a été supprimée au bas du premier registre du vitrail actuel. On peut cependant en retrouver la trace, dans la mesure où la hauteur du premier registre du vitrail, celui qui porte en son centre l'histoire du chanoine Guillaume Thierry qui détruisit la partie inférieure du vitrail, est de la même largeur que la hauteur de la double bordure sus-mentionnée.

### Grisaille inférieure
Le vitrail a été déplacé et remanié en 1328. Les deux rangées du bas ont été remplacées par une grisaille, faisant disparaître la pointe inférieure du premier quadrilobe, et probablement les panneaux de signature des corporations donatrices. À l'occasion du déplacement, la bordure extérieure losangée a été rajoutée.

### Clou de la Saint Jean d'été

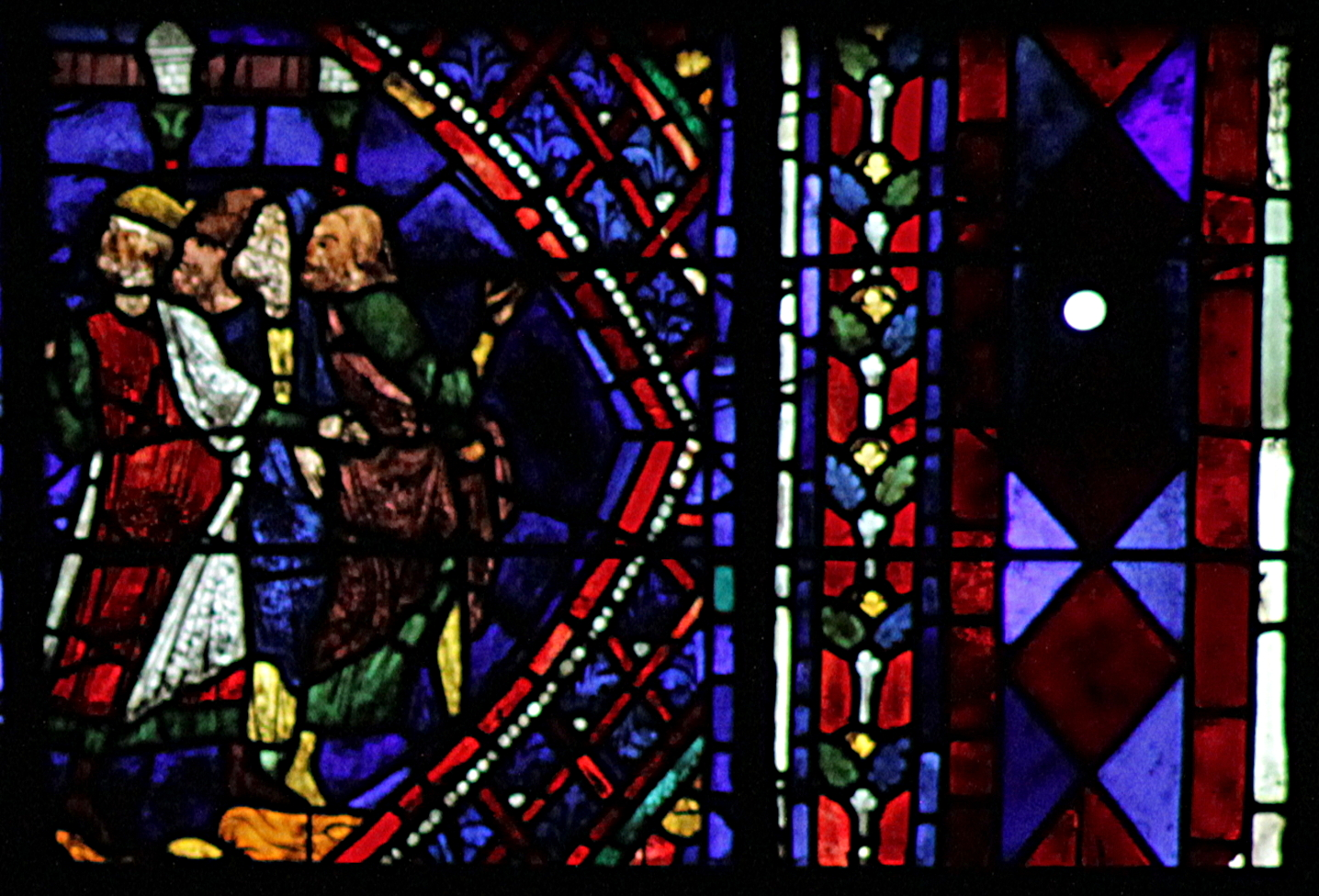
Trou de la méridienne, au centre de la bordure droite du vitrail.

On peut remarquer à mi-hauteur dans la bordure droite que l'emplacement de deux losanges a été comblé par un panneau opaque percé d'un trou. Aux alentours du solstice d'été, à midi en temps solaire — c'est-à-dire lorsque le soleil est exactement au sud —, la lumière que laisse passer ce trou vient frapper le dallage du sol sur un clou métallique, planté dans une dalle carrée posée en biais.
Compte tenu de la différence entre l'heure légale et le temps solaire, le phénomène a lieu à 13 h 51 min 40 s à nos montres. D'autre part, ce clou marque traditionnellement « la saint Jean d'été », c'est-à-dire la fête de la nativité de saint Jean Baptiste, fêtée le 24 juin, à l'occasion de laquelle on allumait traditionnellement les feux de la saint Jean. Il s'agit en réalité d'une fête solaire christianisée, marquant le solstice d'été, de même que la fête de Noël, fêtant la conventionnellement naissance du Christ le 25 décembre, correspond au solstice d'hiver et à la fête romaine du Sol invictus. La différence de déclinaison solaire entre le 24 juin et le solstice, qui tombe vers le 21 juin, n'est de toute manière pas sensible.
Ce dispositif a été créé par le chanoine Claude Étienne en 1701. La raison n'en est pas connue avec certitude. Il est fréquent de trouver une méridienne dans une église, qui permet de déterminer d'après le soleil l'heure de midi vrai au fil des saisons, mais ici ce gnomon ne donne le midi solaire qu'au moment du solstice d'été. On peut cependant remarquer que si la dalle portant le clou est en biais par rapport au reste du dallage, elle est correctement orientée dans le sens nord-sud ; et le clou planté vers son bord sud est centré sur la dalle dans le sens est-ouest : c'est exactement la disposition que l'on attendrait d'un dallage destiné à recevoir une future méridienne, dont ici seul le premier point aurait été réalisé, et le projet abandonné par la suite.

## Description des panneaux
Compte tenu de sa composition hétérogène, les trois thèmes présents feront l'objet de sections séparées.

### Hiérarchie céleste

#### Vue d'ensemble
En haut du vitrail, la hiérarchie céleste désigne une stratification systématique des créatures angéliques.
Il s'agit d'une opinion théologique, qui a trouvé sa formulation classique au Ve siècle, dans l'œuvre du Pseudo-Denys, en même temps que la notion de hiérarchie ecclésiastique, et par analogie avec celle-ci. En Occident, à partir de la fin du Moyen Âge, cette systématisation de la sphère des anges connaîtra une désaffection progressive. Cette hiérarchie céleste est extrêmement rare dans l'iconographie ; et sa représentation sur un vitrail est probablement unique. On peut la retrouver à Chartres, ainsi qu'à Bordeaux, dans la statuaire du portail sud de ces deux cathédrales.
L'ordre de lecture est habituellement de bas en haut et de gauche à droite, mais la hiérarchie céleste du vitrail est disposée selon un ordonnancement atypique, traduisant plutôt un ordre protocolaire :
- Dans la première de ses rangées (rangée 08), les anges (1) sont à gauche et les archanges (2) à droite, le milieu étant laissé aux principautés (3), plaçant donc les principautés au centre, comme supérieures aux deux autres ordres de cette triade.
- Dans la seconde rangée (rangée 09), l'ordre naturel est respecté, donnant de gauche à droite les puissances (4), vertus (5) et dominations (6).
- Dans la troisième rangée (rangée 10), inversement, les Chérubins (8) sont à gauche et les Séraphins (9) sont à droite, encadrant les Trônes (7), de position inférieure dans la triade.

#### Dieu jugeant le Monde

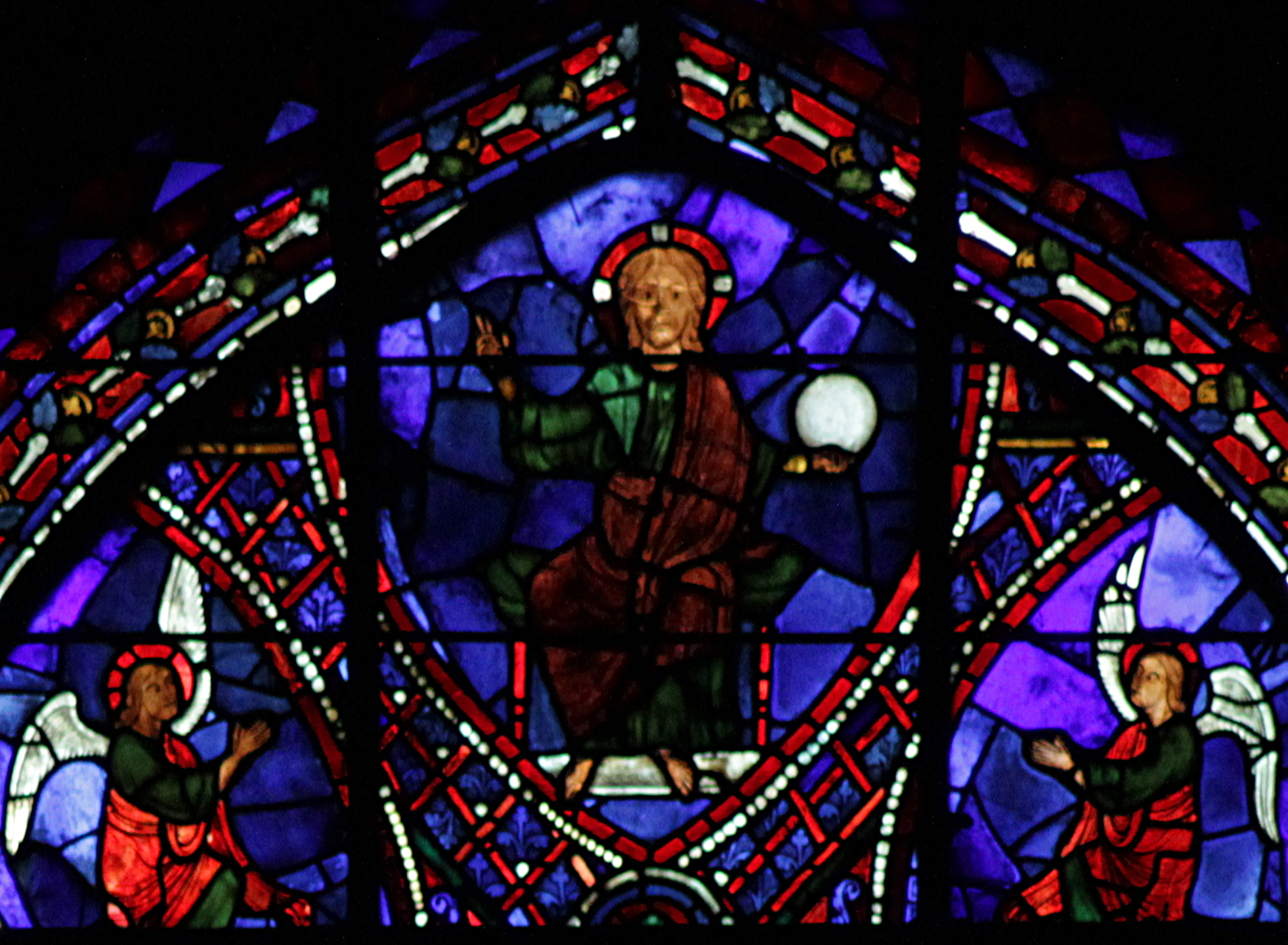
Sommet du vitrail : Dieu le Père jugeant le Monde.

Au sommet du vitrail, une figure divine (signalée par la croix que porte son auréole) est entourée de deux anges en adoration. Le fragment de quadrilobe esquissé sur ce panneau, limité par la pointe de l'ogive, rappelle la forme d'une mandorle, cadre symbolique rappelant le caractère invisible de la dimension divine.
La figure divine est représentée en majesté : assise sur un trône formé d'un coussin vert et de deux piliers rouges, et les pieds posés sur un piédestal blanc ; outre sa tunique verte (couleur de la vie) elle est drapée dans un manteau de pourpre impérial. Elle tient dans sa main gauche un globe, représentant le monde, et sa main droite est dressée, l'annulaire et l'auriculaire repliés suivant le geste reproduit par une main de justice.
La même représentation est interprétée comme le Christ en gloire régnant sur le monde dans le Vitrail des Apôtres, mais il s'agit ici plus probablement de Dieu le père lui-même, que l'iconographie représente de manière identique (voir par exemple la représentation de Dieu créant Adam, dans le Vitrail du Bon Samaritain). Alors que le Christ est naturellement représenté comme trônant au-dessus de la vie des saints et des apôtres, dans la hiérarchie céleste, c'est Dieu qui est le principe essentiel, au sommet de la hiérarchie ; et seule la triade de la strate supérieure (séraphins, chérubins et trônes) peuvent contempler directement sa gloire.
Le rôle traditionnel des anges est d'être les messagers divins. Ici, les deux anges qui encadrent le trône s’apprêtent à rapporter le jugement divin ; leurs deux ailes, l'une dressée vers le ciel et l'autre baissée vers la terre, rappelle ce rôle de messager intermédiaire entre les mondes céleste et terrestre. Le thème de la hiérarchie céleste implique qu'ils ne peuvent pas voir Dieu lui-même, mais leur fonction demande qu'ils soient à portée de voix.

#### Séraphins, Chérubins et Trônes
La triade supérieure est formée d'anges qui ont le privilège de servir Dieu, de l'approcher et de le contempler. Les Séraphins, Chérubins et Trônes personnifient trois dimensions spirituelles immanentes et transcendantes suivant lesquelles se manifeste Dieu pour l'Homme : l'amour pour les Séraphins, la raison pour les Chérubins, et la justice pour les Trônes.
|                  |              |                |
| VIII : Chérubin. | VII : Trône. | IX : Séraphin. |

- Les Séraphins, à droite, sont ici représentés avec six ailes, comme dans la vision d’Isaïe. Ils sont représentés dans une posture frontale, parce qu'ils sont capables de voir Dieu lui-même[2]. Leurs pieds nus repose sur une boule verte, dont la couleur liturgique symbolise ici les joies du paradis, où l'amour de Dieu est sans entrave.
- Les Chérubins, à gauche, sont ici représentés de la même manière que ses Séraphins, avec trois paires d'ailes, comme dans la vision d'Isaïe. De même que les Séraphins, ils sont représentés dans une posture frontale, parce qu'ils sont capables de voir Dieu lui-même[2]. Leurs pieds nus repose sur une boule blanche, dont la couleur liturgique symbolise ici la lumière, et donc la clarté intellectuelle qu'ils apportent[2].
- Les Trônes, au centre, sont ici représentés par deux anges portant chacun un sceptre dans la main droite, représentation de la puissance et de l'autorité suprême que Dieu confère au chef. La main gauche est posée sur le cœur, symbole de leur attachement indéfectible à Dieu. Ils sont figurés une aile levée et l'autre baissée, et sont inscrits dans une mandorle rouge bordée de blanc, symbole dans les deux cas du lien qu'ils établissent entre le monde céleste et le monde terrestre. Le ruban rose à leur pied est un nuage[2], montrant que l'ordre juste se manifeste tangiblement, dans le monde matériel ; contrairement à l'Amour et la Raison, qui appartiennent au domaine spirituel.

#### Puissances, Vertus et Dominations
La triade intermédiaire a pour fonction de frayer un passage à la lumière divine. Elle comprend les Puissances, les Vertus et les Dominations.
|                  |             |                   |
| IV : Puissances. | V : Vertus. | VI : Dominations. |

- Les Dominations, à droite, portent ici couronne et sceptre, symbole de leur rang royal et de leur capacité à faire des miracles[2]. Le ruban sur lequel elles reposent figure un nuage, qui appartient au monde terrestre, montrant symboliquement que leur action miraculeuse se manifeste ici-bas.
- Au centre, les Vertus sont représentées ici avec un sceptre, symbole du pouvoir qu'elles détiennent de Dieu[2].
- À gauche, l'épée que les Puissances tiennent à la main rappelle leur fonction guerrière. Elles sont représentées ici les pieds posés sur un ruban rose figurant un nuage[2], montrant que la lutte contre le doute passe par des mesures concrètes.

#### Anges, Archanges et Principautés
|           |                    |                |
| I : Anges | III : Principautés | II : Archanges |

- Au centre, les Principautés, troisième chœur de la hiérarchie céleste, dirigent et éclairent les anges et archanges. Leur mission consiste à faire régner un certain ordre sur la Terre par leur intervention céleste. Elles sont ici représentées portant un livre, probablement un évangéliaire[2]. Elles reposent sur un sol d'où sort un arbre, symbolisant peut-être celui de la connaissance du bien et du mal[6], secret divin dont les principautés sont les gardiennes, et au bon emploi duquel elles veillent.
- À droite, les Archanges, qui appartiennent au deuxième chœur de la hiérarchie céleste, sont les messagers extraordinaires de Dieu auprès des hommes. Saint Thomas d'Aquin place trois archanges ici : Saint Michel, Saint Gabriel et Saint Raphaël. Cette tradition est reprise par le Magistère de l'Église Catholique Romaine. Deux archanges sont ici représentés, armés d'un bouclier et d'une oriflamme surmontée d'une croix, dont ils transpercent deux démons gisant à leurs pieds[2].
- À gauche, les Anges, qui appartiennent au premier chœur de la hiérarchie céleste, désignent un messager, envoyé de Dieu, c'est-à-dire un intermédiaire entre Dieu et les hommes. En général, l'ange est celui qui apporte à l'homme la parole divine, mais ici leur rôle est de transmettre à Dieu les prières des hommes. Ils sont représentés sous la forme d'anges thuriféraires, c'est-à-dire porteur d'un encensoir qu'ils balancent de la main droite, rappel de leur rôle liturgique : « Un autre ange vint. Il se plaça vers l'autel, tenant un encensoir d'or. On lui donna beaucoup de parfums afin qu'il les offre, avec les prières de tous les saints, sur l'autel d'or qui est devant le trône »[7]. L'encens dans la liturgie est le symbole des prières qui montent vers Dieu[8]. Dans la main gauche ils tiennent une sébile, coupe destinée à recueillir les offrandes. C'est un rappel de la prière Supplices te rogamus de l'offertoire : « Nous vous en supplions, Dieu tout-puissant, ordonnez que ces offrandes soient portées par les mains de votre saint Ange sur votre autel céleste, en présence de votre divine majesté »[9]

### Vie de saint Apollinaire
Au milieu, le vitrail se lit classiquement de bas en haut et de gauche à droite, pour représenter chronologiquement la « légende » (c'est-à-dire, ce qui doit être lu) de la vie de saint Apollinaire de Ravenne.
Apollinaire, né à Antioche, en province de la Syrie romaine, est le disciple de saint Pierre. Envoyé par celui-ci de Rome à Ravenne, il en fut le premier évêque au Ier siècle, et devint, à la suite de son martyre, son saint patron.
La « légende » de saint Apollinaire est très certainement entièrement apocryphe et sa rédaction daterait du VIIe siècle. Le vitrail présente des écarts notables dans la succession des épisodes, par rapport à cette forme classique.
|                                        |                                  |                                                     |
| (13) : La foule bat Apollinaire à mort | (14) : Funérailles d'Apollinaire | (15) : La communauté chrétienne de Ravenne en deuil |

(13) Apollinaire est à présent dépouillé de son évangile et de sa mitre, mais reste identifiable par son auréole rouge. Il se tient à peine debout, entre deux bourreaux qui le battent à mort à coups de bâtons. Il pourrait s'agit de n'importe laquelle des scènes de martyre qui émaillent la vie de saint Apollinaire, mais plus logiquement de la dernière, faisant suite à son évasion de chez Démosthène, scène peut-être évoquée dans le registre inférieur.
On note à gauche que la ville est figurée par un mur surmonté de créneaux, et une porte (ouverture classiquement représentée en rouge dans l'iconographie des vitraux de Chartres) d'où sortent les trois personnages.
(14) Saint Apollinaire, mort mais toujours désigné par sa mitre et son auréole rouge, gît dans une tombe rouge (couleur liturgique du martyre) bordée de vert (couleur liturgique de l'espérance et de la résurrection). Au dessus de lui, la cérémonie est conduite par trois clercs tonsurés. Au centre, un prêtre tient le goupillon avec lequel il va asperger la dépouille mortelle, il tient un missel dans son autre main, attribut du prêtre. À gauche, un diacre tient un bréviaire, et à droite, un acolyte tient une croix et présente l'orcel (le vase d'eau bénite).
(15) Le dernier panneau représente la communauté chrétienne de Ravenne qui se lamente de la mort de son évêque. L'enterrement a lieu à la campagne, ce dont témoigne un arbre placé dans la scène.
|                              |                                         |                                          |
| (10) : Apollinaire en prison | (11) : Effondrement du temple d'Apollon | (12) : La foule témoin de l'effondrement |

(10) Apollinaire, reconnaissable à sa mitre et son évangile (attributs d'un évêque) et son auréole rouge (dénotant un saint martyr) est représenté entouré d'une enceinte crénelée.
Après être comparu devant le juge sur ordre de Néron, Apollinaire subit une scène de torture passée ici sous silence —troisième martyre—, puis est jeté en prison. Il est alors ravitaillé par un ange, qui lui apporte aussi bien la nourriture physique que le réconfort moral. Mais de même que dans le panneau précédent, il peut y avoir ici une confusion avec la comparution devant Vespasien, à la suite de laquelle le soldat Démosthène —qui gardait Apollinaire prisonnier— lui demande au contraire de s'évader.
Le panneau présente en effet deux anomalies par rapport au déroulement classique de la « légende ». Sortant du plafond, un ange aux ailes vertes (couleur de l'espérance et de la vie) présente devant lui, mais ses deux mains vides au lieu du ravitaillement attendu : il semble expliquer quelque chose, probablement porteur d'un message de réconfort. À droite du panneau, un soldat coiffé d'un casque rond semble le surveiller, tenant en main ce qui pourrait être le bâton qui a servi au supplice précédent, mais ressemble plutôt à une palme verte, désignant alors la palme du martyre. Il s'agirait alors de Démosthène lui-même en train d'expliquer à Apollinaire qu'il doit s'évader et se cacher chez les lépreux.
(11) Le panneau représente Apollinaire les mains jointes dans une attitude de prière ; derrière lui un temple (représenté par des colonnes rouges et un toit crénelé) s'effondre sur la statue qu'il contient. La statue dorée, représentation classique des divinités païennes dans l’iconographie chrétienne. Elle est brisée en trois morceaux, on en distingue les jambes au centre, l'abdomen à droite et le haut du corps à gauche, la tête entre les bras. La statue reposait sur un socle vert, et les trois colonnes d'or de son piédestal sont en train de s'effondrer.
Par rapport à la légende d'Apollinaire, cette scène correspond à la destruction du temple d'Apollon à Ravenne. Elle se place au retour d'Apollinaire après trois ans d'exil en Grèce — et donc dans la chronologie classique, la scène de navigation maritime devrait se placer immédiatement avant celle-ci.
(12) Le panneau représente une foule, au premier rang de laquelle un homme porte une couronne, en train de contempler l'effondrement du temple dans le panneau précédent. Il s'agit de la foule qui avait traîné Apollinaire dans le temple d'Apollon, le menaçant de le torturer s'il ne sacrifiait pas à ce Dieu.
À la suite de cet épisode, la légende veut que la foule traîne Apollinaire devant le juge Taurus, dont il guérit le fils aveugle ; ce miracle assure à Apollinaire quelques années de tranquillité, à la suite desquelles il est dénoncé et traduit au jugement de Vespasien, évoqué dans le registre inférieur.
Ici, la composition du vitrail passe directement dans le registre supérieur au martyre final d'Apollinaire.
|                                          |                                         |                              |
| (7) : Arrivée chez Rufus, duc de Ravenne | (8) : Résurrection de la fille de Rufus | (9) : Jugement d'Apollinaire |

(7) Apollinaire est convoqué par Rufus, duc de Ravenne, qui lui demande de guérir sa fille. Rufus porte le casque rond des militaires, et siège sur son trône posé sur un piédestal. Il pose sa main gauche sur l'épaule d'Apollinaire, pour lui faire sa demande. Apollinaire est reconnaissable à ses attributs, il est suivi par son diacre porteur du bréviaire. La maison du patricien est figurée par une colonne à droite, et derrière Rufus, par une colonne soutenant une toiture crénelée.
(8) La prière d'Apollinaire ressuscite la fille de Rufus, qui était décédée entretemps. Le panneau montre Apollinaire en prière, les mains levées vers le ciel ; derrière lui se tient son diacre. La fille, une toute petite enfant, tend les mains, peut-être pour suggérer son futur vœu de vivre dans la virginité. Rufus lève les deux mains en une attitude d'étonnement devant le miracle dont il est témoin, derrière lui une foule de trois personnes annonce la multitude de témoins qui vont se convertir à cette occasion.
(9) La Passio sancti Apollinaris indique ensuite qu'Apollinaire est jugé sur ordre de Néron. Le panneau évoque plus probablement l'autre jugement impérial de la légende, celui rendu par Vespasien, par lequel il juge que les offenses aux dieux ne sont passibles que d'un bannissement, arguant que « si les Dieux immortels se sentent offensés des insultes des hommes, ils sont assez puissants pour s’en venger eux-mêmes dans toute la rigueur. »
La scène reflète en effet plus la détente du jugement de Vespasien que la violence de celui de Néron. Le panneau décrit ici Apollinaire jugé par l'empereur lui-même. Apollinaire, reconnaissable à ses attributs et suivi de son diacre, est debout devant l'empereur, les mains jointes en une attitude de supplication. L'empereur tient un sceptre et est coiffé d'une couronne royale. Il étend la main gauche dans ce qui paraît être un geste de protection. Il siège sur un trône dont les accoudoirs se terminent par deux têtes de chien sculptées, ses pieds reposant sur un tabouret. Au-dessus de lui, un dais est figuré par une colonne et une traverse sur laquelle repose une draperie rouge.
L'empereur est vêtu d'un manteau pourpre, attribut impérial. En regard, Apollinaire est vêtu d'un manteau doré, attribut divin. La scène peut donc se lire comme le partage entre le pouvoir temporel et le pouvoir spirituel, le temporel protégeant le spirituel, et ce dernier bénissant le dirigeant temporel.
|                         |                      |                               |
| (4) : Baptême du tribun | (5) : Départ en exil | (6) : Guérison d'une possédée |

(4) Apollinaire baptise ensuite le tribun et sa famille. L'évêque est toujours reconnaissable à sa mitre et son auréole rouge. Le tribun est représenté plongé dans un baptistère figuré par une grande bassine rouge cerclée de vert. Apollinaire tient une coupe en main dont il verse l'eau sur la tête du tribun, geste du baptême.
La « légende » veut ensuite qu'Apollinaire soit resté près de douze ans à Ravenne, dans une maison donnée par le tribun ; puis il subit une bastonnade, non représentée ici, premier martyre qui le laisse pour mort.
(5) En lieu et place, le panneau central montre l'épisode plus tardif où Apollinaire s'embarque lors de son exil en Grèce. Si l'on suit le fil de la Passio sancti Apollinaris, cet épisode devrait prendre place deux registres plus haut, entre la scène où Apollinaire est nourri par l'ange en prison et celle de l'effondrement du temple d'Apollon. Entre ces deux épisodes, Apollinaire est banni en Grèce, fait naufrage en s'y rendant, puis reste trois ans en Mysie, sur les bords du Danube, puis en Thrace, avant de revenir à Ravenne. Le panneau représente peut-être Apollinaire partant en exil, plus probablement son retour trois ans plus tard.
Apollinaire est représenté tenant un évangile, coiffé de sa mitre, la tête entourée de l'auréole rouge du martyr. Il est accompagné d'un marin qui tient la barre et d'un clerc tonsuré qui montre la destination. Le navire est classiquement représenté sous la forme d'une sorte de bateau viking à la voile carrée. La mer est figurée par des ondulations, et le vent gonfle curieusement la voile dans le mauvais sens.
(6) Après avoir été chassé de Ravenne une première fois, Apollinaire guérit un muet et exorcise une possédée. Le panneau montre ici Apollinaire tenant la possédée d'où s'échappe un esprit mauvais sous la forme d'un démon verdâtre grimaçant. Apollinaire reproduit de sa main droite le signe d'autorité d'une main de justice, mais cet élément de vitrail a été monté à l'envers, et le doigt semble à présent sortir de l'auréole pour désigner la possédée.
À la suite de ce miracle, la « légende » situe ici une nouvelle bastonnade, second martyre d'Apollinaire, non représenté dans ce vitrail.
|                                |                                        |                                      |
| (1) : Guérison du fils aveugle | (2) : Rencontre d'un tribun de Varenne | (3) : Guérison de la femme du tribun |

(1) Le premier panneau montre Apollinaire, reconnaissable à sa mitre d'évêque, son auréole rouge (couleur du martyr) et portant un évangile, symbole de la mission d'évangélisation des évêques. Il est accompagné derrière lui d'un clerc reconnaissable à sa tonsure, ici un diacre dont le rôle est de l'assister dans la liturgie, et qui porte donc un bréviaire (ou un missel). À droite, le père guide son enfant et le présente à l'évêque, la main droite posée sur l'épaule droite de l'enfant et la main gauche posée sur sa tête. Il est coiffé d'un casque rond en forme de bol. Apollinaire avance la main dans un signe de bénédiction.
(2) Apollinaire, toujours coiffé de sa mitre et suivi par son diacre, se présente devant la maison d'un personnage de haut rang, trônant sur un siège posé sur un piédestal. Il s'agit d'un tribun militaire, également coiffé d'un casque rond. La maison est simplement suggérée par une tenture au dessus du tribun,en forme de dais.
(3) Thècle, l'épouse du tribun, était atteinte d'une maladie inconnue. Elle est allongée sur un lit, dans sa maison représentée ici par une colonne soutenant une toiture. Apollinaire lui prend la main gauche et étend sur elle la main droite en signe de bénédiction. Derrière lui, le tribun est reconnaissable à son casque ; et toute la maisonnée observe la scène. Au bas du panneau, une inscription « APOLLINARIUS » identifie Apollinaire comme le sujet du vitrail.
La lecture se faisant de bas en haut, la suite de l'histoire figure au registre supérieur.

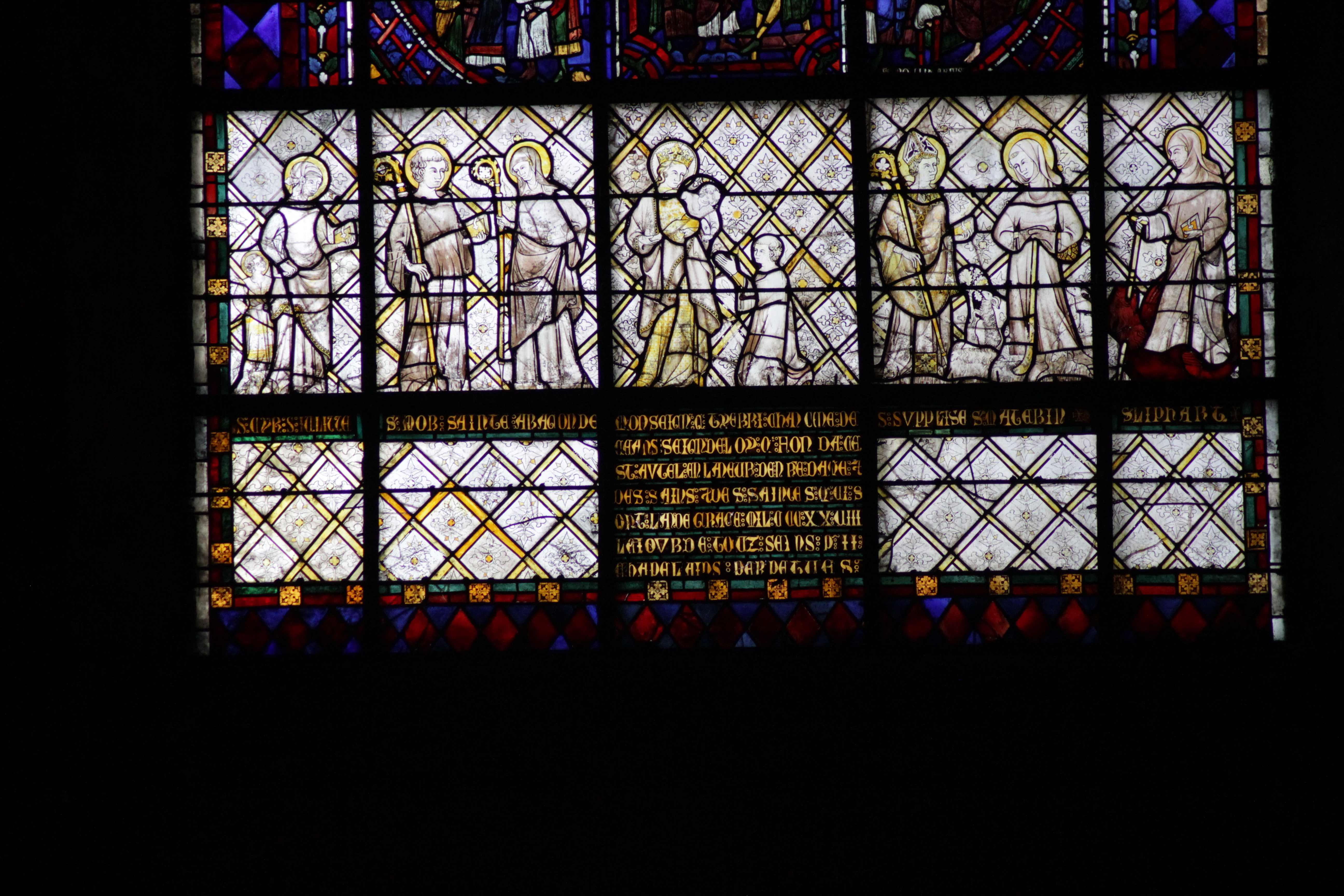
Panneaux manquants de l'histoire d'Apollinaire.

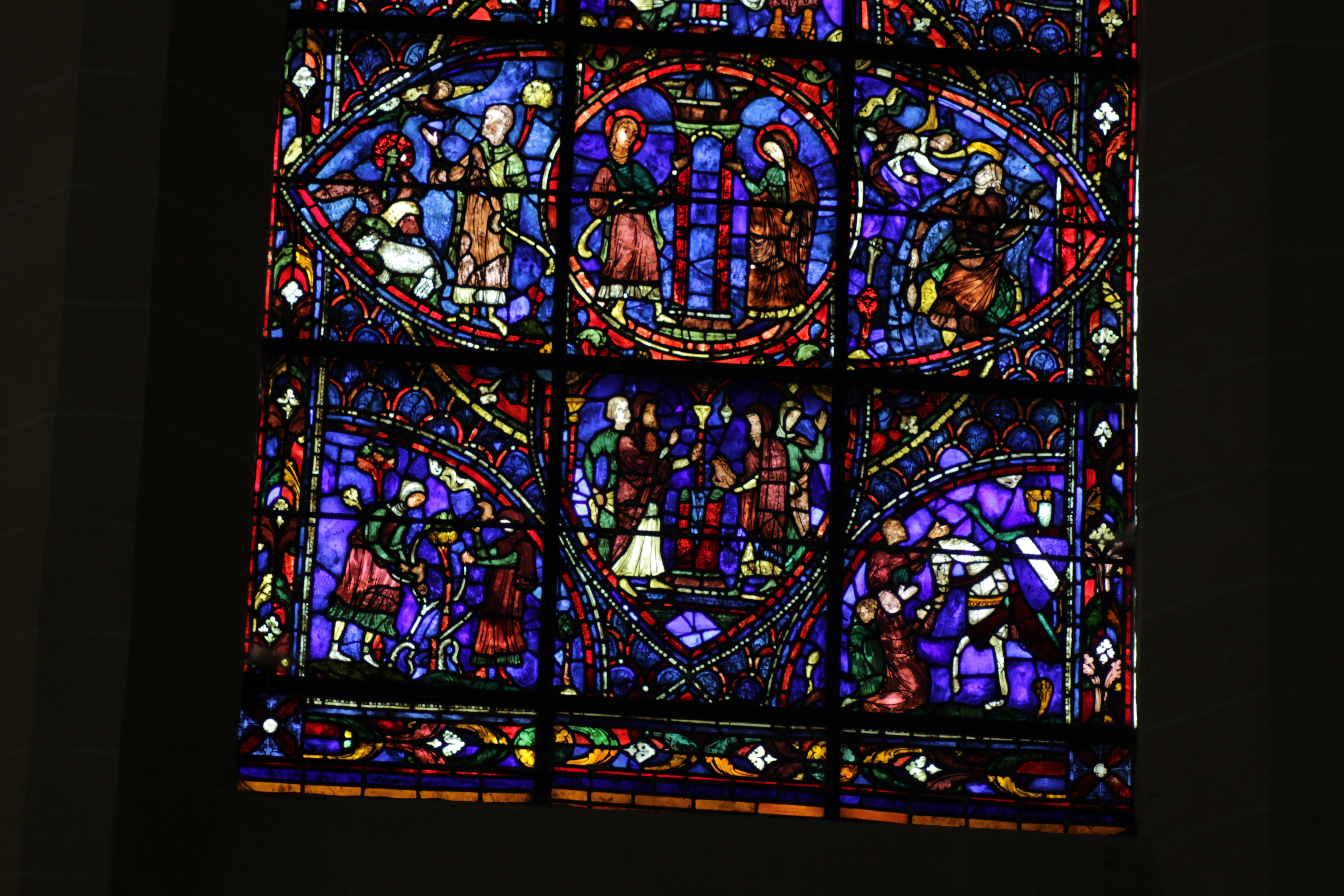
Bas du vitrail de la Vie de la Vierge, dont la structure en croix est similaire à celle du vitrail de saint Apollinaire.

Le bas du vitrail d'origine du XIIIe siècle est perdu, à la suite de son remplacement par la grisaille du chanoine Thierry au XIVe siècle. Il n'est pas possible de reconstituer les panneaux manquants, mais on peut se faire assez facilement une idée de ce qu'ils ont pu contenir.
L'espace occupé à présent par la grisaille correspond en hauteur à la présence d'une bordure losangée similaire à celle qui court tout autour du vitrail du XIIIe siècle, plus la hauteur d'un premier registre complétant le groupe de trois registres inférieur pour dessiner une première croix, similaire aux deux croix complètes des registres supérieurs.
L'espace central de ce premier registre, portant l'ogive inférieure de la croix, décrivait très certainement le premier événement de la vie de saint Apollinaire, telle qu'elle est décrite dans la Légende dorée, c'est-à-dire son envoi en mission par l'apôtre Pierre. Il s'agit en effet d'une scène essentielle dans la vie des saints dont on dit qu'ils étaient dans la première génération de la succession apostolique :
(0) « Lorsque sous l'Empire de Claude saint Pierre Prince des Apôtres quitta la ville d Antioche pour venir en celle de Rome afin d'établir la foi de Jésus Christ & de la répandre ensuite dans toute l'Europe, il amena avec lui plusieurs fidèles, entre lesquels était Apollinaire, Disciple de Nôtre Seigneur. Et comme il avait une parfaite connaissance du zèle de la piété & de l'érudition de ce saint Homme qu'il avait aussi instruit, il le consacra Évêque & l'envoya à Ravenne pour y annoncer l'Évangile. »
De part et d'autre, les deux panneaux portant un arc de cercle étaient certainement occupés par la « signature », une représentation de la ou les corporations ayant offert le vitrail, à présent inconnue.

### Grisaille du chanoine Guillaume Thierry

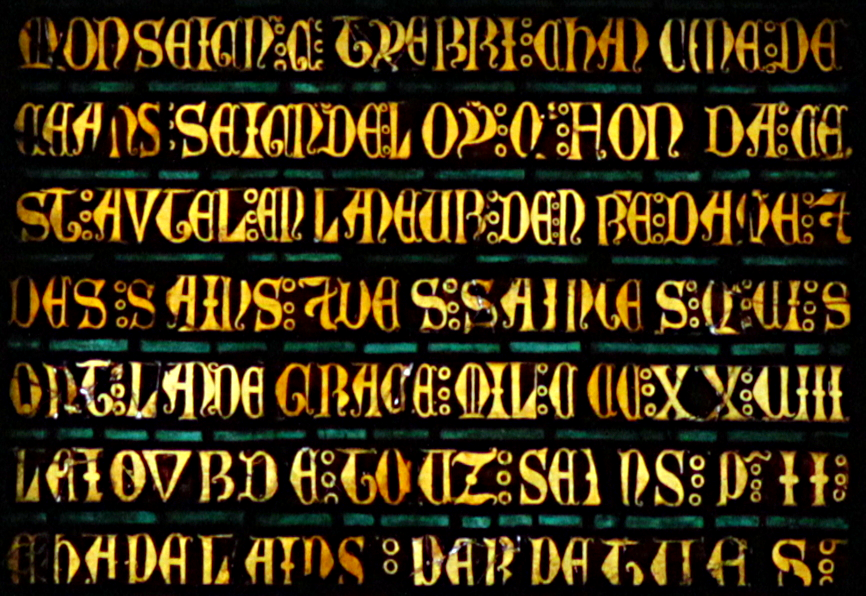
Inscription du Chanoine Thierry.

Les deux rangées inférieures retracent l'initiative du chanoine Guillaume Thierry, évoquant la donation d'un autel à proximité en 1328. La grisaille est décorée par une représentation des saints titulaires de l'autel, et au centre une représentation du chanoine en prière, sous laquelle le chanoine a fait placer une longue inscription où on lit, en lettres très ornées :
MONSEIGN(eur) : G(uillaume) : THERRI : CHAnOINE : DE

CEANS : SEIGN(eur)DE : LOY : 	Q(ui) : FON DA : CE

ST : AUTEL : ENLAnEUR : DE : NRE : DAME : &

DES : SAINS : &DE S : SAINTE S : Q(ui) : CI : S

ONT : LAnDEGRACE : MIL : CCC : XX : VIII

LEJVRDE : TOUZ : SEI NS : P(ou)r : II

CHAPELAINS : PERPETUELS :
C'est-à-dire, en français plus moderne : ce portrait représente « Monseigneur Guillaume Thierry, chanoine de céans, seigneur de Loy, qui fonda ce saint autel, en l'honneur de Notre Dame & des saints & des saintes qui ici sont, l'an de grâce mille trois cent vingt huit, le jour de Toussaints ; pour deux chapelains perpétuels »

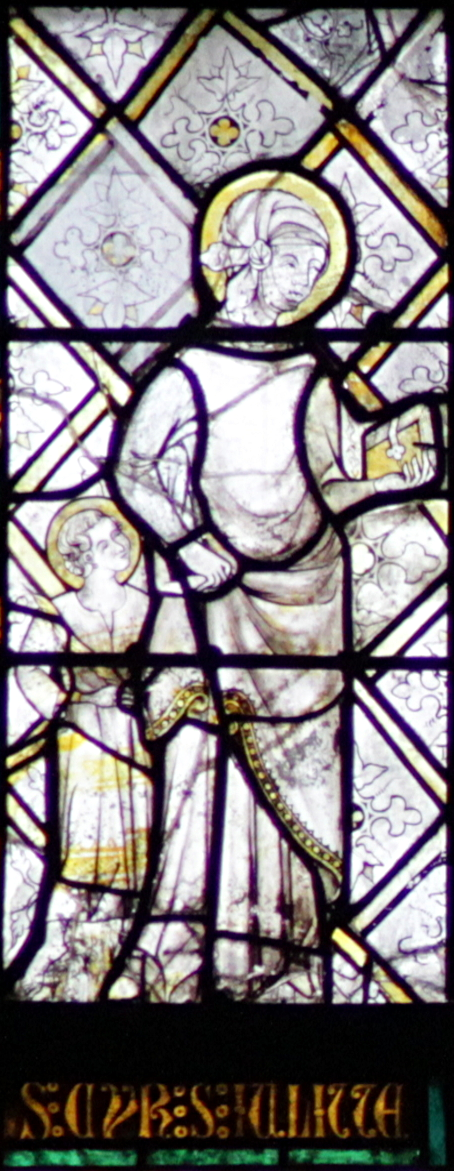
Saint Cyr et sainte Julitte.
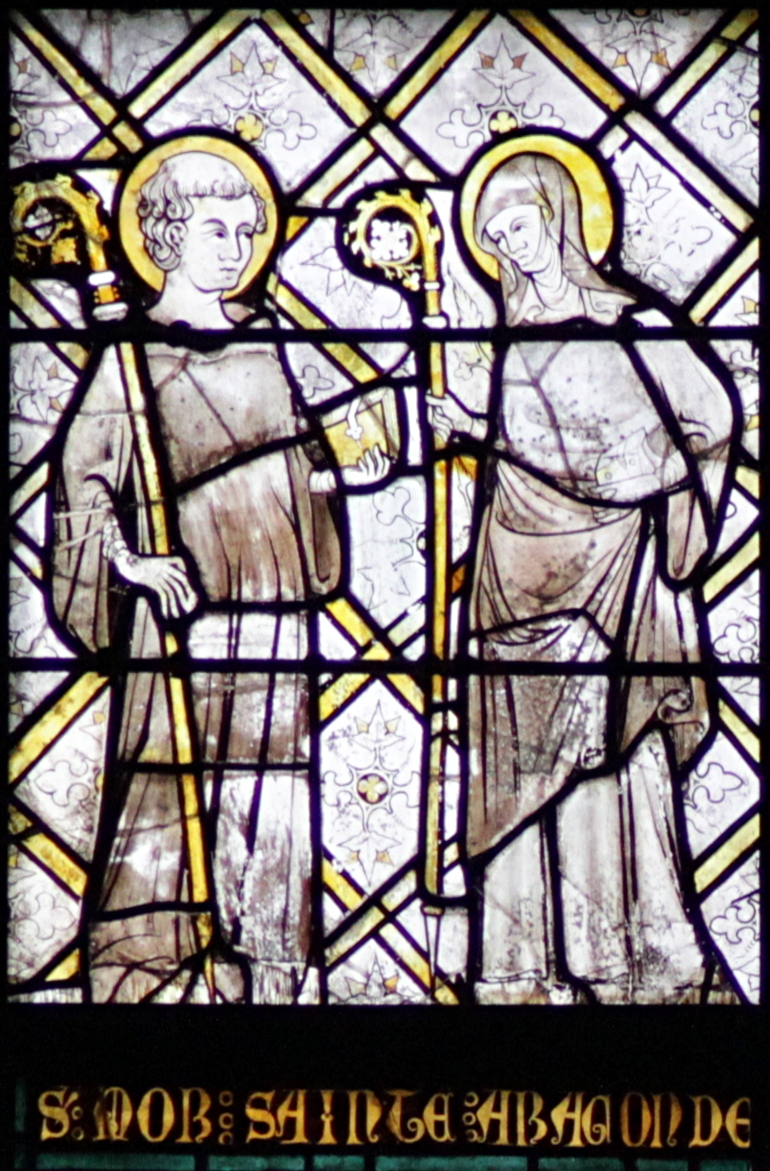
Saint Maur et sainte Radegonde.
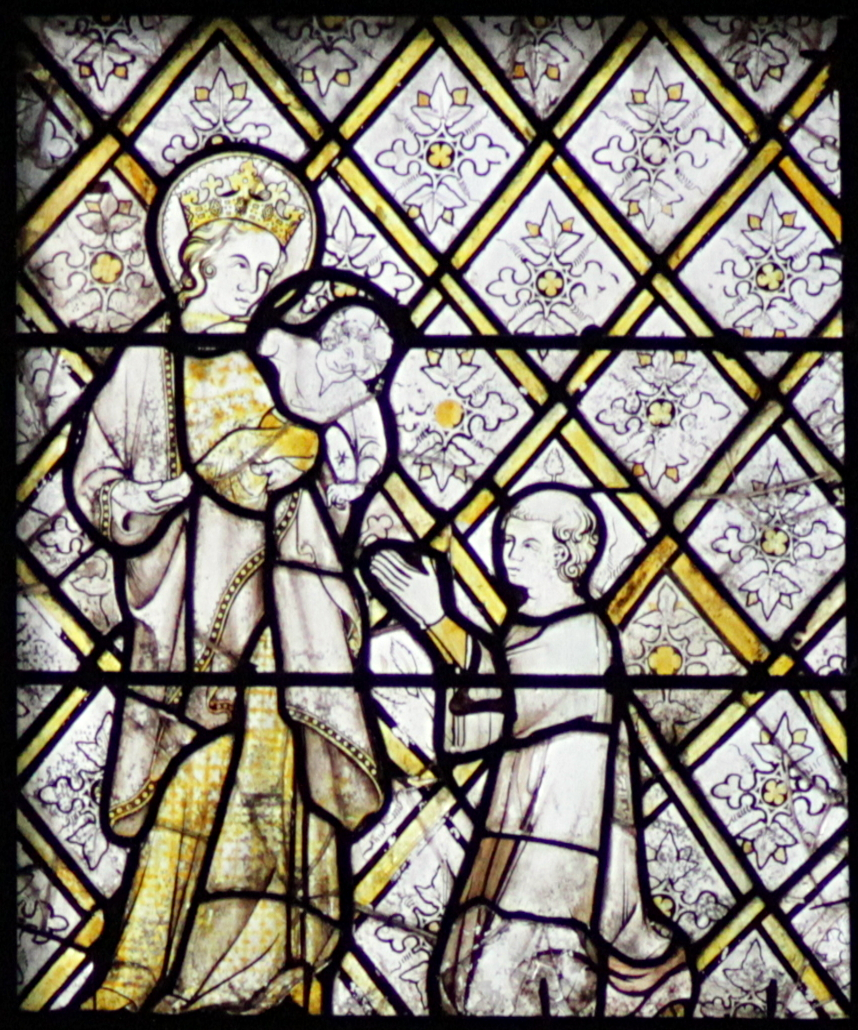
Chanoine Thierry et Vierge à l'enfant.
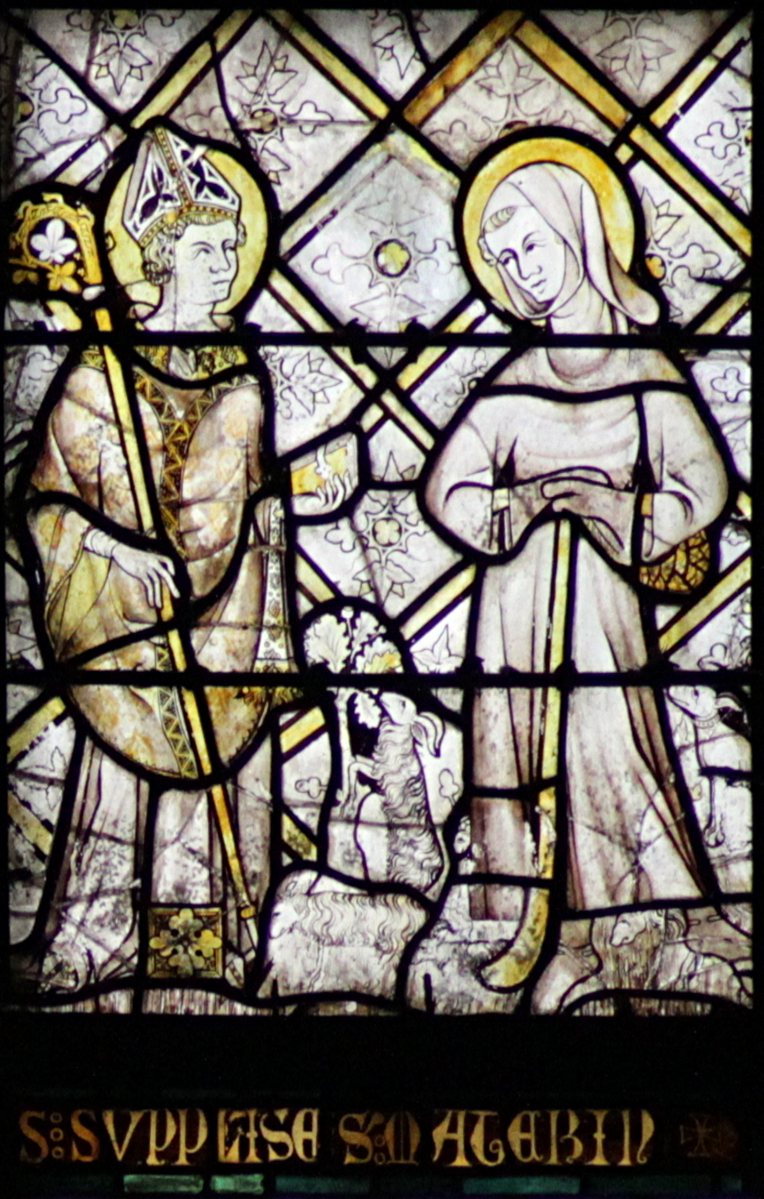
Saint Sulpice et saint Mathurin.
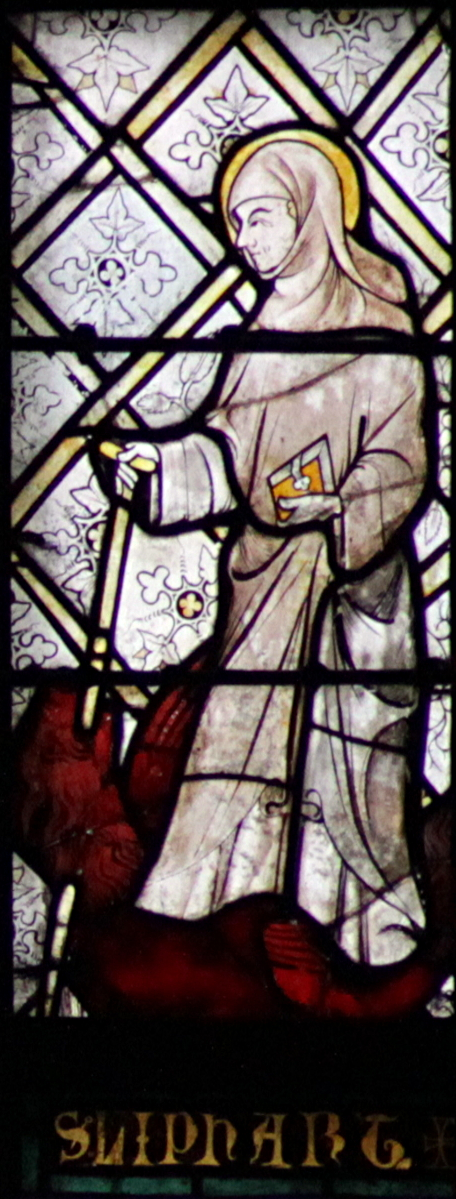
Saint Liphart.